# Aletta van Manen
 Aletta van Manen  (ur. 20 października 1958 w Wageningen) – holenderska hokeistka na trawie. Dwukrotna medalistka olimpijska.

## Kariera
W reprezentacji Holandii debiutowała w 1983. Brała udział w dwóch igrzyskach (IO 84, IO 88), na obu zdobywając medale: złoto w 1984 i brąz cztery lata później. Występowała w obronie. Łącznie w kadrze rozegrała 81 spotkań (2 trafienia), karierę zakończyła po swoich drugich igrzyskach.